# Dittersdorf (Thüringen)

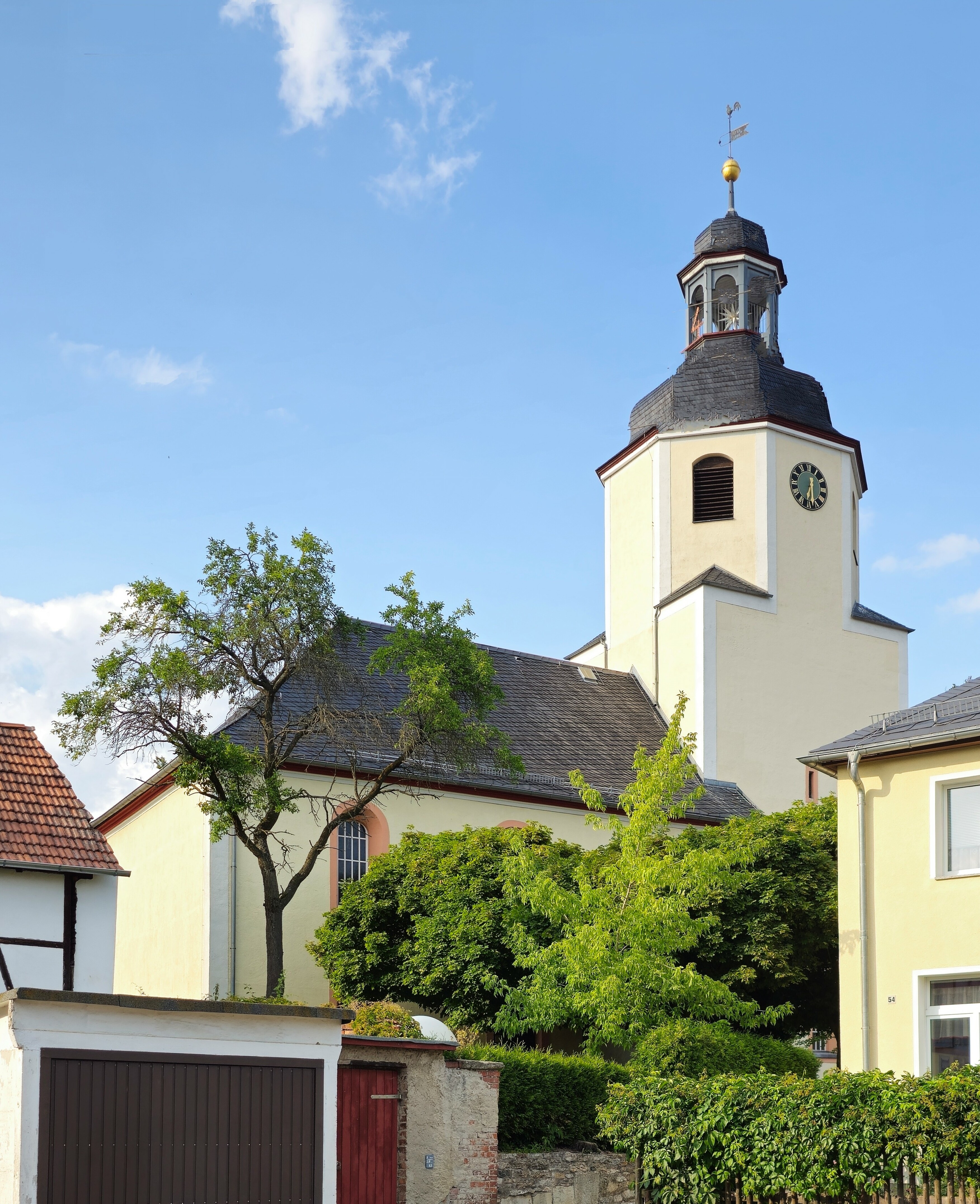
Kirche

Dittersdorf ist eine Gemeinde im thüringischen Saale-Orla-Kreis und Teil der Verwaltungsgemeinschaft Seenplatte.

## Geografie

### Lage
Das Dorf liegt am östlichen Rand des Gebiets der Plothener Teiche. Durch den Ort führen die Landesstraßen L 1077 von Schleiz nach Neustadt Orla und L 2349 von Tegau nach Plothen. Westlich der oder in der Gemarkung des Ortes führt die Bundesautobahn 9 vorbei. Nördlich des Ortes schließt ein Waldgebiet in der Gemarkung an. Die Orte Dittersdorf und Dragensdorf liegen auf einem etwas erhöhten Plateau des südöstlichen Thüringer Schiefergebirges.

### Gemeindegliederung
Die politische Gemeinde Dittersdorf hat fünf Ortsteile:
| - Chursdorf - Dittersdorf - Dragensdorf - Sorna - Waldhäuser |

### Nachbargemeinden
Nachbargemeinden sind: Pörmitz, Pahnstangen, Plothen, Moßbach und Tömmelsdorf.

### Geologie
Geologisch befinden sich die Gemarkungen der Dörfer im Südostthüringer Schiefergebirge. Diese Böden sind durch den hohen Feinerdeanteil und den hohen Humusgehalt sehr fruchtbar.

## Geschichte
Dittersdorf wurde am 5. Dezember 1297 und Dragensdorf zwischen 1274 und 1283 erstmals urkundlich registriert.
Dittersdorf gehörte zum Landratsamt Schleiz im Fürstentum Reuß jüngerer Linie bzw. ab 1919 im Freistaat Reuß an und ab 1922 zum Landkreis Schleiz im Land Thüringen und in der DDR im Bezirk Gera.
1923 bewirtschaftete der Pächter Constantin Übel die Domäne des Fürsten Reuß jüngerer Linie mit einer Wirtschaftsfläche von 192 ha. Nach dem Zweiten Weltkrieg wurde das Gut enteignet und an Bauern und Umsiedlern aufgeteilt. Danach gingen die Bauern den doch erfolgreichen Weg der Landwirtschaft in Ostdeutschland. Nach der Wende fand man neue Formen der Zusammenarbeit oder wurde Wiedereinrichter.

### Eingemeindungen
Am 1. Dezember 2010 wurde die bis dahin selbständige Gemeinde Dragensdorf nach Dittersdorf eingemeindet. Am 31. Dezember 2013 wurde die bis dahin selbständige Gemeinde Chursdorf mit den Ortsteilen Sorna und Waldhäuser nach Dittersdorf eingemeindet.

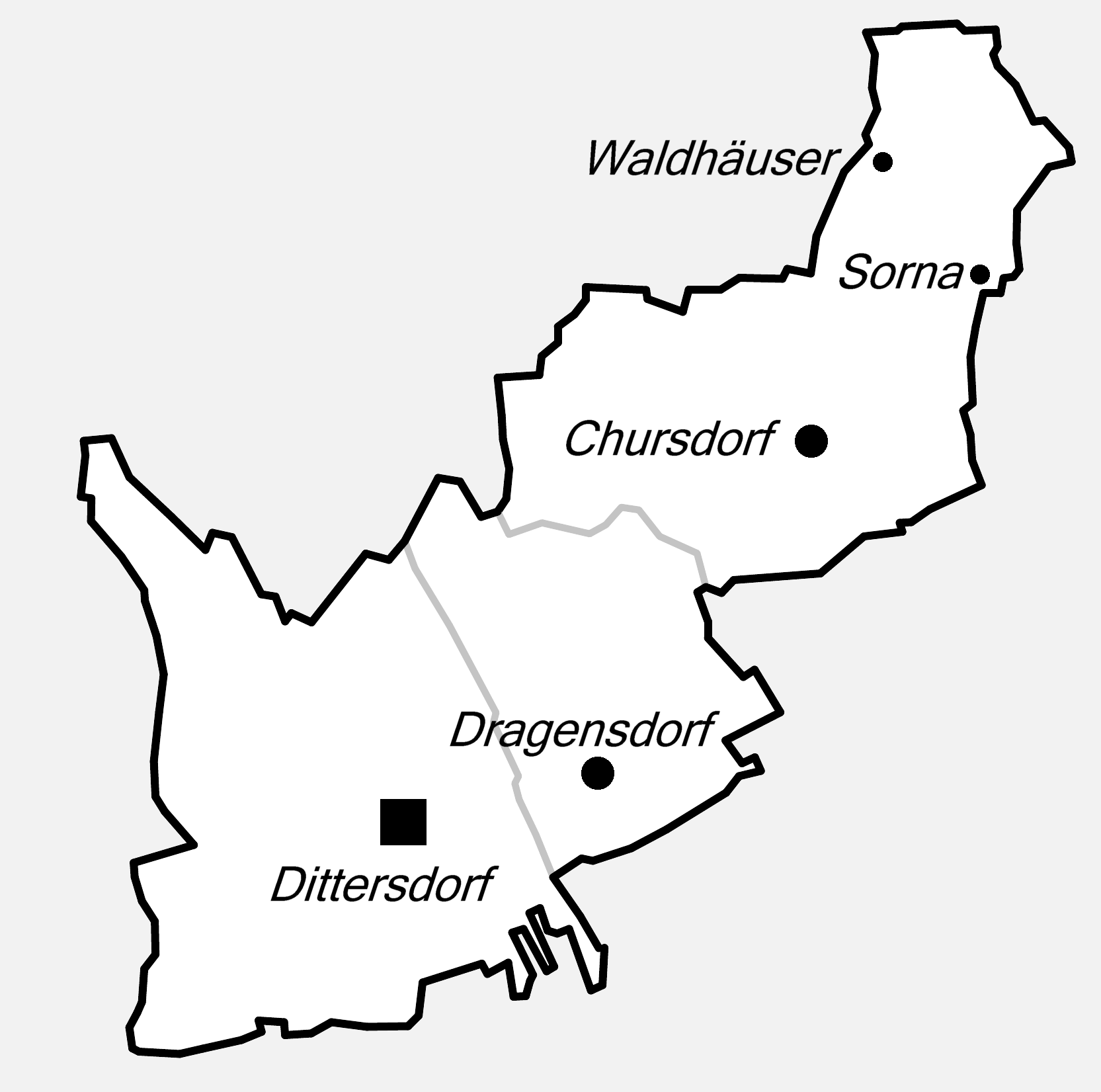
Gemeindegliederung

### Einwohnerentwicklung
Entwicklung der Einwohnerzahl (jeweils 31. Dezember):
| - 1994: 233 - 1995: 233 - 1996: 243 - 1997: 253 - 1998: 246 - 1999: 240 | - 2000: 248 - 2001: 247 - 2002: 244 - 2003: 241 - 2004: 238 - 2005: 225 | - 2006: 227 - 2007: 224 - 2008: 221 - 2009: 218 - 2010: 274 - 2011: 284 | - 2012: 290 - 2013: 464 - 2014: 478 - 2015: 489 - 2016: 476 - 2017: 461 | - 2018: 463 - 2019: 464 - 2020: 453 - 2021: 455 - 2022: 462 |

Datenquelle: Thüringer Landesamt für Statistik

## Politik

### Gemeinderat
Seit der Kommunalwahl am 25. Mai 2014 besteht der Gemeinderat Dittersdorf aus 6 Mitgliedern:
- CDU: 3 Gemeindevertreter, alle wohnhaft im Ortsteil Chursdorf
- SG Dittersdorf 72 e. V.: 2 Gemeindevertreter, beide wohnhaft im Ortsteil Dittersdorf
- Feuerwehrverein Dragensdorf: 1 Gemeindevertreter, wohnhaft im Ortsteil Dragensdorf

### Bürgermeister
Im November 1997 wurde Andreas Schmidt (CDU) gewählt, er wurde 1999, 2004, 2010 und 2016 wiedergewählt.

## Wirtschaft und Infrastruktur
Die Wirtschaft war und ist landwirtschaftlich geprägt. Außerdem verfügt der Ortsteil Dittersdorf über ein Gewerbegebiet mit einer Fläche von 7,32 ha.
Bedeutende ansässige Unternehmen der Kommune sind:
- Landgenossenschaft Dittersdorf eG, Landwirtschaft (142 Mitarbeiter)
- RK Landschaftsbau Dittersdorf GmbH, Landschaftsbau (69 Mitarbeiter)
- HVT Hobelspanverarbeitung GmbH, Holzverarbeitung (41 Mitarbeiter)
- Befomas GmbH, Maschinenbau

Seit November 2007 stehen in Dittersdorf und Dragensdorf dank einer Bürgerinitiative schnelle Breitbandanschlüsse zur Verfügung.

### Verkehr
Die Gemeinde hat eine eigene Anschlussstelle an der Bundesautobahn 9.
Seit 2013 verfügt der Ortsteil Dittersdorf über eine Ortsumgehungsstraße. Über die mit diesem Bauvorhaben errichtete "Kuh-Ampel" wurde überregional berichtet.